# Kia Elan
La Kia Elan è un'autovettura roadster compatta prodotta dalla casa automobilistica coreana Kia Motors dal 1996 al 1997 su licenza Lotus Cars.

## Il contesto

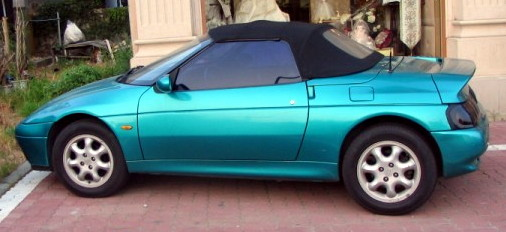
Vista laterale

Il modello non è altro che un adattamento della Lotus Elan M100 nata in Inghilterra dai progetti General Motors destinati alla Lotus Cars ma in seguito all'uscita di produzione della Elan nel 1996 Romano Artioli (proprietario della casa inglese da pochi anni) vendette i diritti di produzione del modello alla casa coreana Kia Motors. La vettura venne prodotta e venduta dal 1996 mantenendo inalterata sia la meccanica (trazione anteriore con sospensioni a ruote indipendenti sia anteriori che posteriori) che la denominazione.
Le principali differenze si concentravano (oltre al differente marchio applicato sul cofano motore) nella motorizzazione; infatti al posto del propulsore benzina Isuzu 1.6 16V turbo da 167 cavalli trovava alloggiamento un motore 1.8 16V aspirato prodotto dalla Kia capace di 151 cavalli alimentato sempre a benzina. Il peso della vettura (leggermente superiore rispetto al modello originale a causa della differente motorizzazione) è pari a 1.080 kg.
La Kia Elan uscì di produzione dagli stabilimenti sud coreani della Kia nel 1997 dopo circa 1.000 esemplari prodotti.